# Celleporina canariensis
Celleporina canariensis är en mossdjursart som beskrevs av Aristegui 1989. Celleporina canariensis ingår i släktet Celleporina och familjen Celleporidae. Inga underarter finns listade i Catalogue of Life.